# Alison Cerutti
Alison Conte Cerutti, född 7 december 1985 i Vitória, är en brasiliansk beachvolleyspelare.
Alison blev olympisk mästare i beachvolleyboll vid sommarspelen 2016 i Rio de Janeiro tillsammans med lagkamraten Bruno Oscar Schmidt.